# Syndiniales
A Syndiniales a páncélos ostorosok (Dinoflagellata) korán kialakult rendje, mely rákok, halak, algák, csalánozók, csillósok, sugárállatkák és páncélos ostorosok parazitáiból áll. Több MALV-csoportot a Syndinialesbe soroltak, új tanulmányok szerint azonban a MALV-csoportok parafiletikus csoportok, tehát feltehetően csak a Dinokaryota testvércsoportjai a Syndiniales tagjai.

## Történet
1976-ban írta le Alfred R. Loeblich. 2001-ben rRNS-gének sokszorosításával pikoplankton-vizsgálatok során felfedeztek korábban MALV I-ként és II-ként besorolt környezeti kládokat.
Adl  et al. 2019-es rendszertanában a Syndiniales ismeretlen helyzetű tagjai az Ichthyodinium és az Ellobiopsidae, ezenkívül a Syndiniales tagjai az Euduboscquellidae, az Amoebophryidae, a Syndinidae és a Sphaeriparaceae.

## Genetika
Kromoszómái V alakúak, a magmembránhoz apikálisan rögzülnek, és az interfázis során kondenzáltak maradnak.
Első szekvenált faja egy végleges név nélküli Amoebophrya-faj, az Amoebophrya sp. AT5: genomját áramlási citometriai úton 120 Mbp-nak becsülték, de teljes mérete 87,7 Mbp volt.
Az Amoebophrya bár aerob, A120 és A25 törzsében nem találtak 2021-ig mtDNS-t, de Kayal és Smith 2021-es kutatása szerint az Amoebophrya mitokondriuma rendelkezhet DNS-sel, mivel a Perkinsus mitokondriális génszekvenciáit használva a COX1 oxigénkötő doménjét egy mtDNS-szerű szakaszban találták, melynek hossza az A120 törzsben 3122, az A25-ben 4479 bp.
Egyes fajai génszerkesztést végezhetnek: például az Amoebophrya A120 cox1-e egy GGC-pozícióban a kódoló szakasz érintetlenül hagyásához egy +1-es kereteltolást igényel a Perkinsushoz hasonlóan, de az A25 cox1-szekvenciája nem igényel kereteltolást.

## Filogenetika
A MALV-I és MALV-II elsősorban a Syndiniales környezeti tagjai. Bár erős morfológiai érv van a Syndiniales közös eredetére, az SSU rDNS-alapú elemzés szerint nem feltétlenül klád, így több filogenetikai elemzés szükséges. Feltehetően kizárólag parazita csoportokból álló parafiletikus csoport.

## Morfológia
Plasztisz nélküli egysejtű, melyet külső parazitatartó membrán vesz körül a gazdában.
A Sphaeriparaceae és az Amoebophrya sejtszájjal és sejtgarattal rendelkeznek.

## Életmód
Tengeri egysejtűek sejten belüli parazitáinak kládja, mely a gerinceseken kívül minden állatkládban megtalálható a Xenacoelomorpha kivételével, a legtöbb amplikonszekvencia-variáns azonban ízeltlábúakban és puhatestűekben él. Aerob.

## Életciklus
Trofozoitája gyakran többmagvú (szincitium), osztódáskor mozgó spórákat (dinospóra) képez, melyek két ostora a páncélos ostorosokra jellemző módon helyezkedik el, de körülöttük nincs sulcus vagy cingulum. Nincs héja vagy plasztisza, és a többi páncélosostoros-rendtől eltérően sejtmagja sose dinokarionként van jelen. Az egyes életszakaszokról jó sematikus ábrák találhatók az American Association of Stratigraphic Palynologists DINOFLAJ2- és DINOFLAJ3-oldalain.
Jól tanulmányozott nemzetsége például az Amoebophrya, mely más páncélos ostorosok parazitája, így feltehetően a páncélosostoros-virágzások lezárásában is fontos lehet. A virágzó páncélos ostorosok, például a Scrippsiella acuminata (korábban S. trochoidea) cisztaképzéssel védekezhetnek ez ellen.